# Richard Carlson
Richard D. Carlson (Albert Lea, Minnesota, 29 de abril de 1912 - Encino, 21 de novembro de 1977) foi um ator, diretor e roteirista norte-americano.

## Carreira
Nascido em Albert Lea, Minnesota, Carlson se formou na Universidade do Minnesota com um mestrado, Summa Cum Laude, Phi Beta Kappa. Mais tarde, ele estreou nos palcos da Broadway na década de 1930, depois de estudar e ensinar drama em Minnesota. Seu primeiro papel no cinema foi na comédia Os Jovens no Coração. Ele trabalhou como ator freelance, aparecendo em muitas obras de estúdios diferentes, começando em 1939, quando se mudou para a Califórnia. Antes da guerra, ele apareceu principalmente em comédias e dramas, como Pérfida e Muitas Garotas com Lucille Ball, em 1940.
Como muitos atores, Carlson serviu na Segunda Guerra Mundial, interrompendo sua carreira de ator. Depois de voltar, ele achou difícil de ganhar novos papéis, e seu futuro em Hollywood manteve-se em dúvida até 1948. Naquele ano, Carlson foi lançado em duas produções de baixo orçamento, Atrás de Portas Trancadas e O Extraordinário Sr. X. Apesar disto, o verdadeiro sucesso em Hollywood lhe escapou até 1950, quando ele co-estrelou com Deborah Kerr e Stewart Granger na bem sucedida aventura na selva As Minas do Rei Salomão, rodado na África. Outros filmes incluem o drama de ação Águias da Armada.
Carlson lentamente começou a reconstruir sua carreira, encontrando trabalho na ficção científica recém-emergente e filmes B de terror dos anos 1950. Ele apareceu em uma série de filmes de ficção científica e horror, incluindo três filmes 3D: O Labirinto (1953) e os clássicos A ameaça veio do Espaço (1953) com Barbara Rush, O Monstro da Lagoa Negra (1954), com Julie Adams e O Monstro Magnético. Seu sucesso no gênero levou-o a dirigir Cavaleiros nas Estrelas, em que também atuou.
Além do trabalho de ficção científica, ele teve um papel recorrente como um escritor de "fato científico" na série The Bell Laboratory Science Series.
Além de escrever e dirigir vários projetos de cinema e televisão, Carlson também foi a estrela da série de televisão I Led Three Lives (1953-1956). Ele foi destaque em The Morgan Helen Story (1957). Seu último filme foi Mudança de Hábito (1969), com Elvis Presley e Mary Tyler Moore.
Na temporada 1958-1959 da televisão, Carlson interpretou o Coronel Ranald Mackenzie na série de faroeste Mackenzie's Raiders, com Morris Ankrum e King Brett. Seu último papel foi em um episódio de 1975 da série Khan!.

## Morte
Carlson morreu de hemorragia cerebral em 25 de novembro de 1977, em Encino, Califórnia. Encontra-se sepultado no Los Angeles National Cemetery, em West Los Angeles. Por sua contribuição à indústria televisiva, Richard Carlson possui uma estrela na Calçada da Fama de Hollywood localizada em 6 333 Hollywood Boulevard.

## Filmografia
| Filmes    | Filmes                                | Filmes                        | Filmes                                   |
| Ano       | Título                                | Papel                         | Notas                                    |
| --------- | ------------------------------------- | ----------------------------- | ---------------------------------------- |
| 1938      | The Young in Heart                    | Duncan Macrae                 |                                          |
| 1938      | The Duke of West Point                | Jack West                     |                                          |
| 1939      | These Glamour Girls                   | Joe                           |                                          |
| 1939      | Dancing Co-Ed                         | Michael "Pug" Braddock        |                                          |
| 1940      | Beyond Tomorrow                       | James Houston                 |                                          |
| 1940      | The Ghost Breakers                    | Geoff Montgomery              |                                          |
| 1940      | The Howards of Virginia               | Thomas Jefferson              |                                          |
| 1940      | No, No, Nanette                       | Tom Gillespie                 |                                          |
| 1941      | Back Street                           | Curt Stanton                  |                                          |
| 1941      | Hold That Ghost                       | Dr. Duncan "Doc" Jackson      | Título alternativo: Oh Charlie           |
| 1941      | The Little Foxes                      | David Hewitt                  |                                          |
| 1942      | Fly-by-Night                          | Dr. Geoffrey Burton           |                                          |
| 1942      | The Affairs of Martha                 | Jeff Sommerfield              |                                          |
| 1942      | White Cargo                           | Mr. Langford                  |                                          |
| 1943      | Presenting Lily Mars                  | Owen Vail                     |                                          |
| 1943      | A Stranger in Town                    | Bill Adams                    |                                          |
| 1943      | The Man from Down Under               | "Nipper" Wilson               |                                          |
| 1947      | So Well Remembered                    | Charles Winslow               |                                          |
| 1948      | The Amazing Mr. X                     | Martin Abbott                 |                                          |
| 1948      | Behind Locked Doors                   | Ross Stewart                  |                                          |
| 1950      | King Solomon's Mines                  | John Goode                    |                                          |
| 1950      | The Sound of Fury                     | Gil Stanton                   | Título alternativo: Try and Get Me       |
| 1951      | The Blue Veil                         | Gerald Kean                   |                                          |
| 1952      | Retreat, Hell!                        | Captain Paul Hansen           |                                          |
| 1952      | Flat Top                              | Lt. Rodgers                   |                                          |
| 1953      | The Magnetic Monster                  | Dr. Jeffrey Stewart           |                                          |
| 1953      | Seminole                              | Major Harlan Degan            |                                          |
| 1953      | It Came from Outer Space              | John Putnam                   |                                          |
| 1953      | All I Desire                          | Henry Murdoch                 |                                          |
| 1953      | The Maze                              | Gerald MacTeam                |                                          |
| 1953      | The Golden Blade                      | Narrador                      | não creditado                            |
| 1954      | Riders to the Stars                   | Dr. Jerome "Jerry" Lockwood   | também dirigiu                           |
| 1954      | Creature from the Black Lagoon        | Dr. David Reed                |                                          |
| 1955      | The Last Command                      | William B. Travis             | Título alternativo: San Antonio de Bexar |
| 1957      | The Helen Morgan Story                | Russell Wade                  |                                          |
| 1960      | Tormented                             | Tom Stewart                   |                                          |
| 1968      | The Power                             | Professor Norman E. Van Zandt |                                          |
| 1969      | The Valley of Gwangi                  | Champ                         |                                          |
| 1969      | Change of Habit                       | Bishop Finley                 |                                          |
| Televisão |                                       |                               |                                          |
| Ano       | Título                                | Papel                         | Notas                                    |
| 1954      | General Electric Theater              | Archie Hawkins                | um episódio                              |
| 1954      | The Best of Broadway                  | Mike Connor                   | um episódio                              |
| 1959      | Riverboat                             | Paul Drake                    | um episódio                              |
| 1959      | The Man and the Challenge             | -                             | Diretor, um episódio                     |
| 1959      | Men Into Space                        | -                             | Diretor, um episódio                     |
| 1960      | The Aquanauts                         | Ross Porter                   | um episódio                              |
| 1961–1962 | The Detectives Starring Robert Taylor | -                             | Diretor, cinco episódio                  |
| 1962      | Bus Stop                              | George Whaley                 | um episódio                              |
| 1962      | Thriller                              | Guy Guthrie                   | um episódio                              |
| 1962      | Going My Way                          | Francis Delaney               | um episódio                              |
| 1964      | Arrest and Trial                      | Turner Leigh                  | um episódio                              |
| 1964      | The Fugitive                          | Allan Pruitt                  | um episódio                              |
| 1964      | Voyage to the Bottom of the Sea       | Lars Mattson                  | um episódio                              |
| 1968      | Bonanza                               | Arch Hollinbeck               | um episódio                              |
| 1969      | It Takes a Thief                      | Daniel K. Ryder               | um episódio                              |
| 1969      | The F.B.I.                            | Harold David Dewitt           | um episódio                              |
| 1969      | Lancer                                | Judah Abbott                  | um episódio                              |
| 1971–1973 | O'Hara, U.S. Treasury                 | -                             | Roteiro, três episódios                  |
| 1972-73   | Cannon                                | Owen McMahon; Sr. Archibald   | dois episódios                           |
| 1973      | Owen Marshall: Counselor at Law       | Al Downes                     | um episódio                              |
| 1975      | Khan!                                 |                               | um episódio                              |